# Elvira Arellano
Elvira Arellano (San Miguel Curahuango, Michoacán, 1975) es una activista mexicana que trabaja en defensa de los derechos humanos de las personas migrantes y se ha convertido en un símbolo de la lucha de los derechos de los inmigrantes ilegales en Estados Unidos, contemplando e incluyendo los derechos de indígenas, nativos, y latinos.
Es cofundadora de la organización La Familia Latina Unida que lucha por los derechos de las familias migrantes a permanecer juntas unidas.

## Biografía
Elvira Arellano vivía en Chicago cuando fue arrestada por agentes de inmigración en 2002 por trabajar sin autorización en el Aeropuerto Internacional O'Hare. En 2001, cofundó la organización Familia Latina Unida como una expansión del grupo metodista Pueblo Sin Fronteras, un movimiento que lucha por los derechos de las familias inmigrantes a permanecer juntas, y en mayo de 2006, ella y la activista Flor Crisostomo llevaron a cabo una huelga de hambre de tres semanas contra la deportación.
Arellano ganó fama nacional cuando se refugió en una iglesia de Chicago en agosto de 2006, en un esfuerzo por evitar ser deportada lejos de su hijo Saúl nacido en Estados Unidos. Su acción inspiró a las iglesias de todo Estados Unidos a lanzar un nuevo movimiento santuario para defender a los inmigrantes y poner fin a las deportaciones. La revista Time la incluyó entre "People Who Mattered" en su número de "Persona del año" en diciembre de 2006. Un año después de su entrada en la iglesia, Elvira Arellano fue arrestada por agentes de ICE (Inmigración y Aduanas) durante una visita a Los Ángeles, donde fue a hablar en la iglesia Nuestra Señora Reina de los Ángeles. Fue deportada el 20 de agosto de 2007.
Su hijo Saúl se quedó en los EE. UU., Pero la visitó en México.
Elvira Arellano continuó su activismo por los derechos de los migrantes en el estado mexicano de Michoacán con La Familia Latina Unida - Sin Fronteras, apoyando a las familias divididas por las deportaciones estadounidenses y los inmigrantes centroamericanos detenidos o afectados por la violencia en México .
El 18 de marzo de 2014, Arellano se presentó ante funcionarios de la Patrulla Fronteriza de los Estados Unidos en el cruce fronterizo de Otay Mesa en San Diego, California, y solicitó asilo en los Estados Unidos. Desde entonces vive en Chicago continuando con su trabajo de defensa de los derechos humanos mientras sigue luchando con su petición de asilo.

### Deportación
Elvira Arellano era líder de la Iglesia Unida Metodista de Adaberto en la calle Division de la ciudad de Chicago, donde estuvo 12 meses. Allí trató de esconderse de las autoridades la llamaron, sin embargo fue deportada el 20 de agosto de 2007 por haber entrado ilegalmente a EE. UU. 
Fue arrestada nuevamente en Los Ángeles por agentes de ICE (Immigration & Customs Enforcement Agency), cuando iba a dar una conferencia en la iglesia Our Lady Queen of Angels. Su hijo Saul permaneció en EE. UU. pero luego se reunió con su madre en México.
El 29 de agosto de 2007, Elvira Arellano solicitó al presidente mexicano Felipe Calderón que solicitara al gobierno de EE. UU. una visa especial para reunirse con su hijo (el cual no tiene padre y es calificado por sus críticos como un bebé ancla), y abogó por las 600.000 madres que se encuentran en circunstancias similares, así como por los 12 millones de inmigrantes ilegales en EE. UU.

## Familia Unida Latina
Arellano es cofundadora de la organización Familia Latina Unida, Sin Fronteras, la cual tiene el objetivo de apoyar a las familias mexicanas divididas por las deportaciones masivas de EE. UU., y a los inmigrantes centro americanos detenidos o afectados por la violencia en México.